# Obergottesfeld
Obergottesfeld je naselje v Občini Sachsenburg v Okraju Špital ob Dravi  na Koroškem v Avstriji.